# Tres conversaciones y el Breve relato sobre el anticristo
Tres conversaciones y el Breve relato sobre el anticristo es una obra literaria de temática apocalíptica escrita por Vladímir Serguéyevich Soloviov (en ruso: Владимир Сергеевич Соловьёв)?, cuyo nombre también se transcribe como Vladímir Soloviev (transcripción que él mismo empleó en su correspondencia y trabajos escritos en francés o inglés), o Vladimiro Solovief, (Moscú, 16 de enero de 1853 – íd., 31 de julio de 1900 del calendario juliano), filósofo y teólogo ruso que se desempeñó también como poeta, escritor y crítico literario.

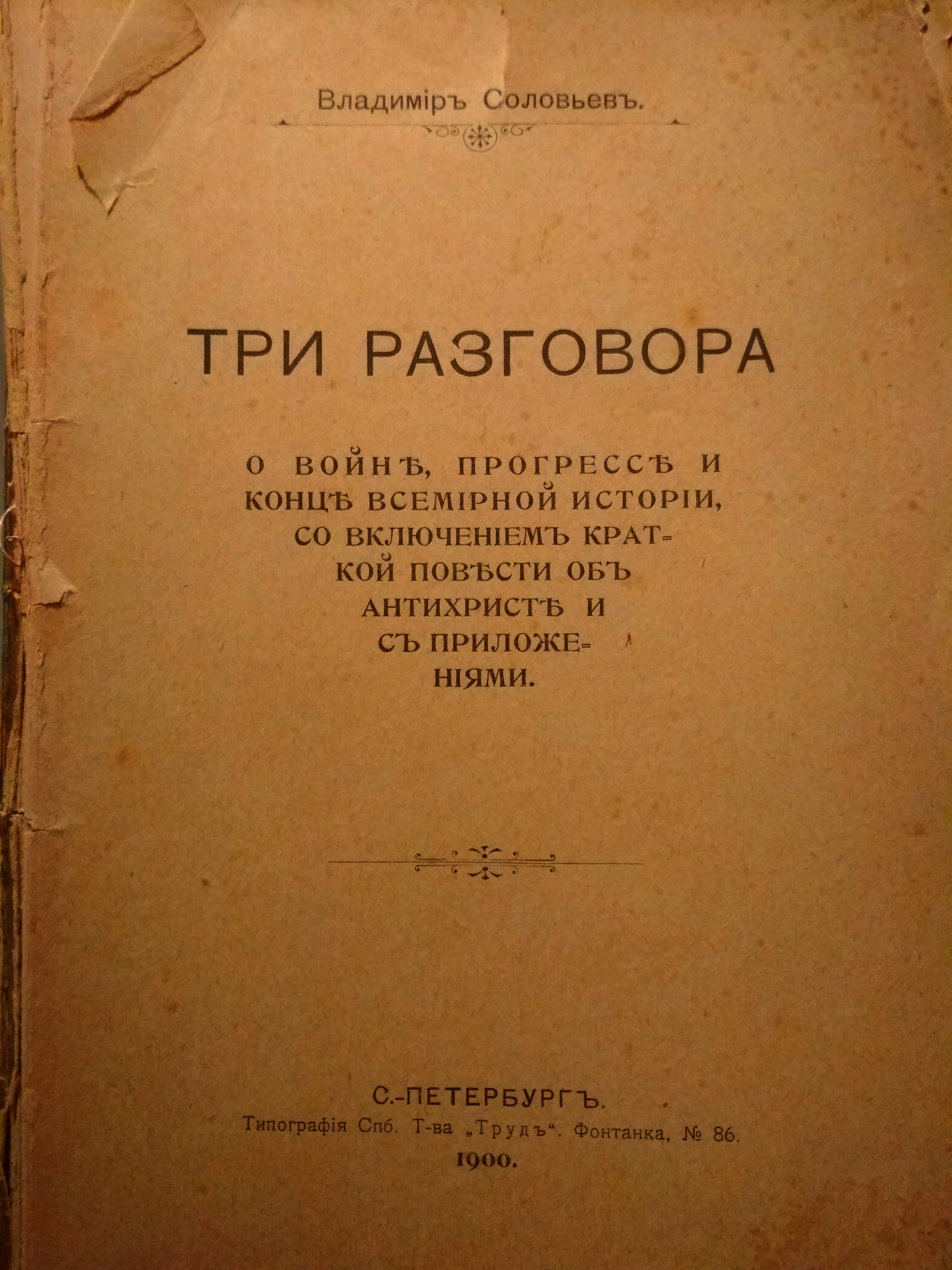
Portada de la edición príncipe de Tres conversaciones, de Vladimir Soloviev (San Petersburgo, 1900).

El libro fue publicado por primera vez en San Petersburgo, Imperio ruso, en 1900.

## Antecedentes y título de la obra
El título completo con el cual se editó por primera vez fue Tres conversaciones sobre la guerra, el progreso y el fin de la historia universal, incluyendo el breve relato sobre el anticristo, con anexos (Три разговора о войне, прогрессе и конце всемирной истории со включением краткой повести об антихристе, с приложениями). El libro completo constaba entonces de un prefacio, las tres conversaciones, el breve relato sobre el anticristo y un anexo conformado por algunos artículos de publicación reciente, en los cuales Soloviev había desarrollado por separado diversos temas que más tarde estarían incluidos en el volumen. Este anexo fue omitido en las ediciones siguientes.
En ediciones rusas, usualmente se considera que el título del libro es Tres conversaciones (Три разговора), y el resto, un subtítulo a modo de descripción. En la actualidad, en general, las traducciones publicadas en distintos idiomas abrevian el título completo y hacen referencia a las tres conversaciones y al breve relato sobre el anticristo.
Desde 1899, Soloviev fue publicando por entregas en la revista mensual Libros de la semana (Книжки недели) cada una de las tres conversaciones por separado: la primera, en octubre de 1899; la segunda, en noviembre de 1899; y la tercera, en enero de 1900. Esta revista era el suplemento literario mensual del periódico Semana (Неделя), de San Petersburgo. El prefacio escrito por Soloviev se publicó más tarde, aparte, en el periódico Rusia (Россия), de San Petersburgo.

## Estructura
La obra está encabezada por un prefacio escrito por Soloviev en el cual expone los pormenores del desarrollo de su proyecto. A continuación, se presentan tres conversaciones en las cuales cinco rusos intercambian opiniones sobre diversos temas, exponiendo sus puntos de vista. La estructura del texto es conversacional: se da a conocer el nombre de cada personaje, y a continuación, a modo de parlamento, el correspondiente enunciado. Hay un narrador testigo que no interactúa con los personajes, y que realiza breves intervenciones: brinda detalles sobre la situación que enmarca cada conversación e interpola acotaciones a modo de didascalias. En la ficción, el testigo silencioso ha tomado notas, lo cual le ha permitido reconstruir las conversaciones. Este recurso refuerza el verosímil y permite a Soloviev articular un punto de vista desde fuera de la historia, logrando así un efecto de mayor objetividad que si uno de los propios contertulios hubiera puesto por escrito las conversaciones. Dentro de la tercera conversación, uno de los personajes lee en voz alta el Breve relato sobre el anticristo, texto que por sus características narrativas puede considerarse una novela corta dentro del texto completo.

## Personajes
- En las tres conversaciones

El General: un militar veterano, de avanzada edad.
El Político: un funcionario estatal de alto rango y de edad madura.
La Dama: una mujer de mediana edad, con curiosidad por todo lo humano, y con ánimo componedor. Es la anfitriona y dueña de la casa.
El Príncipe: un joven aristócrata partidario de la doctrina religiosa de León Tolstoi, y que adhiere al nuevo evangelio que él propone. Publica artículos sobre temas morales y sociales.
El Señor Z.: un hombre de edad y condición social no definida. Representa el punto de vista más cercano al de Soloviev, y es claramente contrario al del Príncipe.
- En el Breve relato sobre el anticristo

El anticristo: caracterizado como un superhombre y considerado el “hombre del porvenir”; llega a ser Emperador romano.
El mago Apolonio: un obispo católico que llega a ser elegido papa; encarna al falso profeta mencionado en el libro del Apocalipsis.
El papa Pedro II: representante de la Iglesia católica.
El stárets Juan: representante de la Iglesia ortodoxa.
El profesor Pauli: representante de la Iglesia evangélica.

## Contenido
Se trata de una obra literaria con contenido teológico y basada en fuentes eclesiásticas. Como señala Soloviev en su prefacio, el tema central del libro es el mal. A lo largo de las tres conversaciones, los personajes intercambian opiniones referidas a si el mal existe o no; si es que existe, en qué consiste, y cómo puede vencérselo, entre otras cuestiones que se van entrelazando. Las disquisiciones ‒que comprenden el intercambio de ideas sobre la guerra, la paz, el pacifismo y el sentido del progreso, entre otros temas‒ se van sucediendo. En la tercera conversación se menciona al anticristo, y el interés por conocer detalles sobre su advenimiento se torna creciente. Finalmente, a pedido de los contertulios, el Señor Z lee el Breve relato sobre el anticristo, manuscrito inconcluso que le ha legado un monje ya fallecido, llamado Pansophius.
Con respecto a la palabra ‘anticristo’, cabe señalar que el propio Soloviev la escribe con minúscula (антихрист) tanto en el título como a lo largo del libro. En cuanto a la grafía en español, la Real Academia Española recomienda en la actualidad escribir ‘anticristo’ con minúscula, dado que le confiere un tratamiento similar al de ‘demonio’ y ‘diablo’, ambos sustantivos comunes, y no nombres propios.
El Breve relato comienza con la narración de las circunstancias históricas previas al advenimiento del anticristo, y luego de relatar su breve triunfo, se narra su rotunda caída. Sin embargo, lo central no es la narración de la catástrofe general hacia el fin de los tiempos, sino el desenlace de nuestro proceso histórico: este desenlace consiste en la aparición, apoteosis y ruina del anticristo, que antecede a la parusía, es decir, a la segunda venida de Cristo, que llega a manifestarse al final del relato.
Algunas de las notas que permitirían reconocer al anticristo mencionadas por Soloviev en su prefacio son: la impostura, puesto que se trata de un impostor religioso que pretende el reconocimiento para sí de la dignidad del Hijo de Dios, sin serlo, y sin mediar ningún acto heroico espiritual; su origen oscuro y pecaminoso; la obtención, con ayuda maligna, de una posición de poder como monarca universal; el curso general y el fin de sus actividades; la intención de engañar a los cristianos para que abandonen el camino de la salvación; y su vínculo con el falso profeta (el taumaturgo Apolonio), quien seduce a la gente con prodigios, a fin de embaucarlos, para provecho del anticristo. Soloviev señala en su prefacio que “todo esto se encuentra en la Palabra de Dios y en la antigua tradición”. También el asesinato de los dos testigos de Cristo (en el relato, el stárets Juan y el papa Pedro II), la exposición de sus cuerpos en las calles de Jerusalén y su resurrección al tercer día, y la referencia al falso profeta, que podía hacer descender fuego del cielo, son hechos mencionados en fuentes eclesiásticas, como el Apocalipsis.
A fin de unir los sucesos narrados basados en fuentes eclesiásticas y de contextualizar el relato y dotarlo de carácter visual y descriptivo, Soloviev incluyó elementos ideados por él, como las condiciones históricas que propiciaron el advenimiento del anticristo (el panmongolismo, la invasión asiática a Europa y la posterior unificación de las naciones europeas, hecho que posibilitó la elección del anticristo como Emperador romano), y la referencia a los diversos ardides y artificios ilusionistas y espiritistas realizados por el mago Apolonio, cardenal católico, luego elegido papa.
Para abordar determinados temas puntuales planteados en las conversaciones, Soloviev contó con el asesoramiento de conocidos suyos, y así pudo referir detalles sobre ciertas circunstancias verídicas, como la topografía de Jerusalén en el momento de la primera edición (colaboración de A. P. Salomon); la historia real de la "cocina" de los basi-bozuk ocurrida en 1877 (colaboración de N. A. Veliaminov, testigo de los acontecimientos); y los diversos asuntos militares mencionados por el General en la primera conversación (colaboración de M. M. Bibikov).

## Propósitos e historia del texto publicado

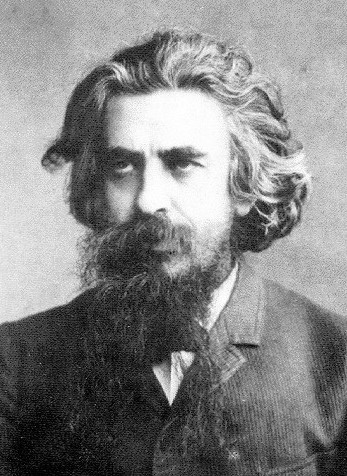
Vladímir Soloviev

En su prefacio, Soloviev brinda precisiones sobre la historia del libro publicado. Allí menciona que entre 1897 y 1898 había escrito una serie de artículos para el periódico Rus (Русь), de San Petersburgo, en los cuales había abordado temas que más adelante formarían parte de Tres conversaciones y el Breve relato sobre el Anticristo. Al respecto afirma: 
“Algunos de estos artículos corresponden a lo más acertado que haya escrito. Por su contenido, ellos completan y aclaran los principales pensamientos de las tres conversaciones”. 
Estos artículos conformaban el anexo que estaba incluido en el volumen de la primera edición.

Soloviev explica en su prefacio el inicio de su proyecto: 
“Hace aproximadamente dos años, un cambio particular en mi disposición del alma (...) suscitó en mí un deseo fuerte y sostenido de ilustrar de modo patente y accesible aquellos aspectos principales de la cuestión del mal que tienen que afectar a cualquiera. Durante mucho tiempo no encontré una forma conveniente para realizar este proyecto mío. Pero en la primavera de 1899, en el extranjero, se compuso de un golpe y en unos días fue escrita la primera conversación sobre este asunto, y luego, ya de regreso en Rusia, fueron escritos los otros dos diálogos”.
Según consta en la biografía escrita por su sobrino Serguéi Mijáilovich Soloviev, Vida y evolución de la obra de Vladimir Soloviev, el primer título en que había pensado para este libro era Bajo las palmeras. Tres conversaciones sobre asuntos de paz y de guerra (Под пальмами. Три разговора о мирных и военных делах). Si bien este título destacaba la informalidad de la situación en que se encuentran los personajes en la ficción (tiempo de ocio en un sitio de turismo y recreación), no se ajustaba del todo a la seriedad de los temas abordados, y luego de sugerencias de amistades a quienes Soloviev había consultado, optó por cambiar aquel primer nombre por el que actualmente tiene.
Soloviev fundamenta en su prefacio la preferencia por la forma conversacional para estructurar su obra: considera que el formato de la conversación ocasional mundana favorece su propósito apologético y polémico, y resulta más conveniente para el tratamiento de la materia en su libro (la cuestión del mal desde la perspectiva cristiana) que el tono y estilo de la investigación científico-filosófica o el de la prédica religiosa. El propósito polémico de Soloviev es la revelación de lo que considera un engaño, una falsificación. En Tres conversaciones, principalmente mediante la contienda verbal entre el Señor Z. y el Príncipe, Soloviev polemiza con la doctrina religiosa de León Tolstoi y principalmente con su nuevo evangelio, que no contemplan ni la divinidad ni la resurrección de Cristo.
Soloviev añade que incluso si el desenmascaramiento que se propone no produjera el efecto buscado, que es desengañar a las almas incautas, de todas formas el solo cumplimiento de lo que considera su deber moral justificaría el proyecto de Tres conversaciones. Pero aunque desenmascarar la doctrina religiosa de Tolstoi fue uno de los propósitos de su trabajo, el alcance de este es más amplio, y atraviesa las tres conversaciones en que intervienen sus personajes. Soloviev señala que la finalidad positiva de su trabajo es abordar la cuestión de la lucha contra el mal y su sentido en la historia de acuerdo a tres formas diferentes de considerarlo: el punto de vista religioso de la vida cotidiana, propio del pasado (presentado principalmente por el General en la primera conversación); la visión cultural progresista, ya manifestada en su tiempo (defendida por el Político, especialmente en la segunda conversación); y la perspectiva religiosa apologética, que aspira a tener una importancia decisiva en el futuro (desarrollada por el Señor Z., especialmente en la tercera conversación). Soloviev afirma que aunque se ubica en el tercer punto de vista, tiene acuerdos parciales con los dos primeros.
Para Soloviev, estas conversaciones sobre el mal tenían que concluir con la referencia a su última y extrema manifestación en la historia: el breve triunfo y la formidable caída del anticristo, tema que aborda considerando lo expresado en las Escrituras (especialmente, el Apocalipsis) y en la tradición eclesiástica. Su idea inicial había sido referir esta historia dentro de la trama conversacional, pero luego cambió de opinión, hasta lograr la configuración definitiva del texto. Soloviev explica en su prefacio que al principio había articulado el Breve relato sobre el anticristo en la misma forma conversacional que todas las partes anteriores, amalgamando también con elementos de humor, pero que una crítica amistosa lo convenció de que tal forma de exposición era doblemente inconveniente: primero, porque las pausas e interpolaciones requeridas por la forma de diálogo estorbaban el interés suscitado por el relato, y segundo, porque el tono coloquial y sobre todo jocoso de la conversación no correspondía a la significación religiosa del tema. Esta sugerencia motivó a Soloviev a modificar la redacción de la tercera conversación, introduciendo en ella la lectura del Relato.
Soloviev había leído en público el Breve relato sobre el anticristo antes de la publicación de su libro. En su prefacio se refiere a la perplejidad y a las interpretaciones confusas que en su momento había suscitado el relato tanto en la sociedad como en la prensa, repercusiones que Soloviev atribuyó en su momento al insuficiente conocimiento de lo que afirman la Palabra de Dios y la tradición eclesiástica sobre el anticristo.

## Estilo deTres conversaciones

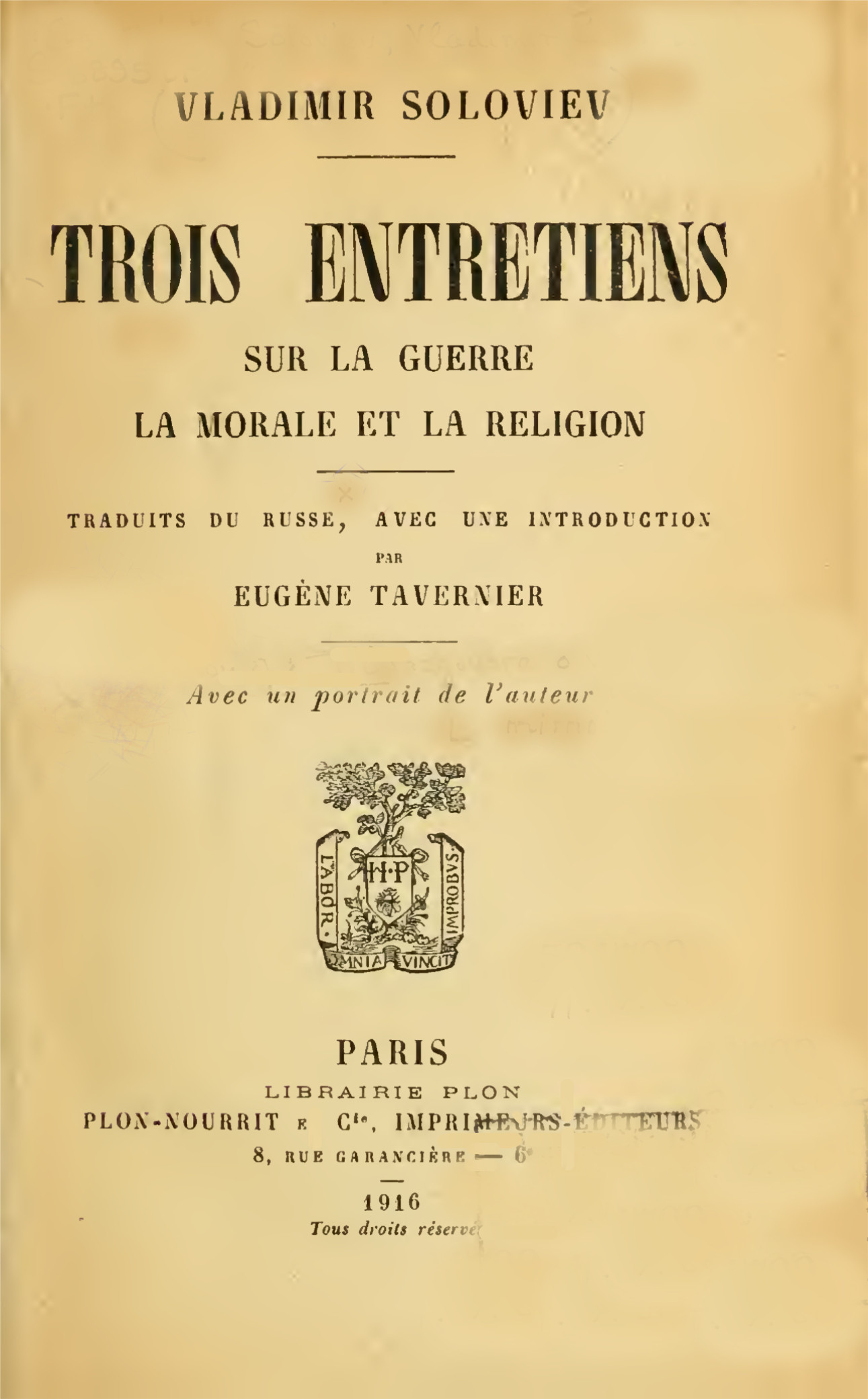
Portada de Tres conversaciones, de Vladímir Soloviev. Traducción al francés y estudio preliminar de Eugène Tavernier. Trois entretiens sur la guerre, la morale et la religion, Plon, París, 1916.

El principal rasgo de estilo de la obra es su carácter conversacional, cuya elección fundamenta Soloviev en su prefacio. Asimismo, el marco conversacional es aprovechado por el autor para la inserción del Breve relato, mediante el recurso de la lectura de un manuscrito.
Siguiendo a Eugène Tavernier (amigo epistolar de Vladímir Soloviev, colaborador y luego traductor de sus obras), Alfredo Sáenz, plantea que si bien la estructura dialogal es una forma clásica y consagrada por la filosofía para la exposición de ideas y argumentos, y para la refutación de objeciones ‒como en el caso de los diálogos de Platón‒, el estilo conversacional del texto de Soloviev tiene un antecedente más cercano y directo en Las veladas de San Petersburgo (Les Soirées de Saint-Pétersbourg), de Joseph de Maistre:
“Puesto que la conversación se volvía cada vez más un medio privilegiado de enseñanza y de propagación de ideas [tanto en los ambientes académicos como en los salones de la alta sociedad], Soloviev quiso también él servirse de esa forma para tratar las más altas cuestiones. No era, por cierto, una moda transeúnte, ya que desde Platón a Joseph de Maistre, el diálogo ha sido muy a menudo ocasión de debates filosóficos y religiosos. Precisamente Soloviev acababa de terminar la traducción de las obras de Platón, y posiblemente la frecuentación de sus diálogos lo haya inclinado a elegir este método de exposición, cuyo tono y estilo recuerdan también Las veladas de San Petersburgo”.
En su Introducción a la traducción al francés de Tres conversaciones (publicada en París, en 1916), Eugène Tavernier menciona características del texto de Soloviev inspiradas en Las veladas de San Petersburgo: la elegancia literaria; un ritmo fluido y bello, despejado, simple y natural, en el cual a menudo una palabra ingeniosa o una línea jocosa puede atravesar la más grave disertación; y el misterio de la sangre de los guerreros, cuya evocación sobresale en algún memorable capítulo.

En Las veladas de San Petersburgo, el recurso de un oyente que pone por escrito las conversaciones, presente también en Tres conversaciones, se explicita en la octava velada. El personaje que escribe las conversaciones es el Caballero, y en ellas intervienen también el Senador y el Conde (portavoz del propio De Maistre). La defensa de la forma conversacional emprendida por el Caballero coincide con los argumentos que Soloviev presenta en su prefacio: lectura provechosa y amena, más apropiada que el ensayo o la conferencia; facilidad para incluir interrogaciones, explicaciones, objeciones y refutaciones; presentación de personajes realistas y puntos de vista diversos y concretos, con mayor grado de subjetividad de los participantes (a diferencia del estilo más neutro de los diálogos clásicos); estilo digresivo, casual y más natural que el de los diálogos; mayor elasticidad en el número de interlocutores; inserción de temas mundanos o circunstanciales, y de recursos como el humor y la recitación poética. El Caballero enfatiza su preferencia por la conversación en lugar del diálogo en términos coincidentes con los de Soloviev en su prefacio:
“En cuanto al diálogo, esta palabra no representa más que una ficción, porque supone una conversación que no ha existido jamás. Es una obra puramente artificial, que permite escribir tanto como se quiera; es una composición como cualquier otra, formada toda ella, como Minerva, del cerebro del escritor, y los diálogos de los muertos, que han ilustrado más de una pluma, son tan reales y aun tan probables como los de los vivos publicados por otros autores.”
En ambos textos se presenta una ambientación previa a las conversaciones que comprende una referencia al clima (templado y que resulta agradable para la conversación) y al entorno, que es un paisaje ameno cercano al agua: ‒el río Nevá en el caso de De Maistre, y el mar Mediterráneo, en el caso de Soloviev‒ en el cual se refleja la vista de elementos circundantes:
“En el jardín de una de aquellas villas que anidadas al pie de los Alpes se reflejan en la profundidad azul del mar Mediterráneo, se encontraron ocasionalmente esta primavera cinco rusos (...).”
Tanto en Las veladas de San Petersburgo como en Tres conversaciones, la descripción del lugar ameno –de reminiscencias clásicas– comprende la mención de especies vegetales capaces de proyectar sombra (árboles en el texto de De Maistre, palmeras en la obra de Soloviev), un prado o floresta (un bosque cercano en el caso de De Maistre, un jardín en el caso de Soloviev) y las mencionadas fuentes de agua, completando así los tres elementos del tópico.
Además de su estilo, hay elementos presentes en Las veladas de San Petersburgo que Soloviev parece haber retomado en Tres conversaciones. Por ejemplo, el Senador del texto de De Maistre es un político ruso miembro del Consejo privado, al igual que el Político de la obra de Soloviev. 
Otra coincidencia entre las dos obras es el tratamiento de determinadas temáticas, como la guerra, el progreso y la defensa de la fe cristiana.

## Apreciación de la obra

### Leonardo Castellani

#### Breve relato sobre el anticristoy Apocalipsis
En su quinta conferencia del ciclo “La profecía y el fin de los tiempos”(1969), Leonardo Castellani afirma que el tercer diálogo de Tres conversaciones, que incluye el Breve relato sobre el anticristo, de Soloviev, es una de las mejores obras literarias de tema apocalíptico que se hayan escrito, y la califica como la que más se ajusta al Apocalipsis y la que menos invenciones del autor añadidas posee.

#### Valoración literaria
Castellani hace también una valoración de Tres conversaciones como obra literaria con contenido teológico: 
“Es una pura obra maestra de arte literario y teología (…) existencial, (…), y yo [la] estimo como la mejor de sus obras”.
En cuanto a la composición literaria, destaca que la estructura dramática empleada por Soloviev y la configuración de los caracteres de los distintos personajes contribuyen a plasmar diversos puntos de vista y posturas ideológicas: 
“Los Diálogos tratan sobre el problema del Mal, y cada uno de sus seis personajes: el General, el Político, el Señor Z., la Dama, el Príncipe y al fin el Ermitaño Pansofius, representa un movimiento ideológico de su tiempo, por ejemplo el dostoismo, el liberalismo, la tradición antigua rusa encarnada en el General, la ligereza social de la Dama que quiere arreglarlo todo con palabras... cada uno representa un movimiento ideológico de su tiempo sin dejar de tener un carácter personal, lo cual los hace netamente dramáticos. [El texto] tiene un valor literario dramático porque no se reduce a discusiones abstractas, sino que cada uno de los personajes surge con su carácter propio en los diálogos”.

#### Figura del anticristo
En cuanto a la figura del anticristo, Castellani destaca como aciertos de Soloviev que lo presente como un hombre concreto, al mismo tiempo cabeza visible de un gran movimiento, que ha hecho un pacto con el diablo, y cuyo advenimiento ocurre cuando ya ha comenzado la gran apostasía: 
“[La] apostasía comenzada suscita al hombre que la corona. Y es el sentir de los Santos Padres y de san Pablo, que el Anticristo no precederá la apostasía comenzante, sino que presidirá la apostasía consumada. [..] El Anticristo representa la condensación de la maldad en un hombre”.

### Alfredo Sáenz

#### Tolstoi y Nietzsche
Para Alfredo Sáenz, Tres conversaciones y el Breve relato sobre el anticristo es la obra más madura y más lograda de Soloviev; la considera una exposición de índole teológica y no una mera ficción. Refiriéndose a los antecedentes del libro, señala algunas influencias: 
“Por aquellos años, la sociedad rusa se mostraba fascinada ante los sofismas de Tolstoi, (… ) [quien] insistía en varios principios que consideraba intangibles, como por ejemplo, la no resistencia al mal, la perversidad intrínseca de la guerra, etc. Pero sobre todo (…), proponía un cristianismo falseado, un cristianismo humanitarista, sin fe, que desconocía (...) la divinidad de Jesucristo. Estaban también en boga las propuestas de Nietzsche, principalmente su idea del superhombre, rival y vencedor de Dios. De todo ello se hablaba mucho, no solamente en los ambientes universitarios y académicos, sino también en los salones de la alta sociedad”.

#### Las fuerzas del mal en el fin de los tiempos
Sáenz observa también que la preparación de este libro encuentra a Soloviev en el ocaso de su vida, y que resultaba evidente para él que la historia no se dirigía ni a la unión universal de la divinidad y la humanidad, ni hacia la encarnación de la Sabiduría divina en el orden temporal, ni tampoco hacia la unión de las Iglesias, ideas que habían animado su pensamiento y por las cuales hasta había padecido. Al contrario, Soloviev notaba que las fuerzas opuestas a tales movimientos se volvían cada vez más vigorosas; y sabía que hacia el fin de la historia, esas fuerzas, concentradas, ofrecerían su más enérgica resistencia contra Dios. Sáenz atribuye al carisma profético de Soloviev una confidencia documentada en su Vladímir Soloviev. Tres conversaciones y el Breve relato sobre el anticristo, introducción a la Primera conversación. (1.° edición, 1900)epistolario, pocas semanas antes de morir: “Presiento que se acercan tiempos en que los cristianos tendrán que reunirse en las catacumbas para rezar. Por todas partes se perseguirá la fe, quizás menos brutalmente que en la época de Nerón, pero más sutil y cruelmente: mediante la mentira, el engaño y la falsificación”; y es por eso que Soloviev tiene como propósito desenmascarar tal engaño, a fin de prevenir a los incautos y que no sucumban ante el poder del mal.
En una carta dirigida a su amigo Eugène Tavernier, Soloviev le manifiesta que, para él, el fin está cerca, y lo fundamenta en las siguientes constataciones, aludidas en Tres conversaciones y apuntadas por Alfredo Sáenz: en primer lugar, se ha predicado el Evangelio en toda la tierra, es decir, se ha propuesto la verdad a todo el género humano, a todas las naciones (cf. Mt 24, 14); en segundo lugar, los verdaderos creyentes son cada vez menos (cf. Lc 18, 8), de modo que al llegar el anticristo, la mayoría lo seguirá (cf. Mt 24, 13). Sáenz señala que si bien la victoria de Cristo y el triunfo de los creyentes está profetizada (cf. Mt 24, 31), esto no debe conducir a una actitud pasiva, puesto que los fieles participan en su salvación, como lo muestra Soloviev en el Breve relato sobre el anticristo.

#### Tres conversacionesyescatología
Para Alfredo Sáenz, las ideas esjatológicas (sic) de Soloviev se basan en cuatro supuestos, todos ellos manifestados en Tres conversaciones: el mal tiene un poder efectivo y real en el acontecer histórico, contra el bien, opuesto a Dios; hacia el fin de los tiempos, las fuerzas del mal tenderán a concentrarse y a acrecentar su poder; la historia no es cíclica, sino lineal, y por lo tanto los hechos no se repiten en un eterno retorno; finalmente, la historia no conoce un progreso indefinido, sino que tiene un término y se encamina hacia una meta. Sáenz menciona como principales fuentes de las ideas esjatológicas de Soloviev: las profecías bíblicas, contenidas en el Antiguo y en el Nuevo Testamento, sobre todo en el Apocalipsis; la tradición eclesiástica, especialmente la que proviene de los Padres griegos; y por último, las corrientes apocalípticas rusas, que fueron tomando preponderancia desde el cisma del siglo XVII (raskol) hasta los tiempos del propio Soloviev.

#### El anticristo como impostor
El anticristo de Soloviev propone la saciedad universal, esto es, la satisfacción de todas las necesidades materiales. Sáenz señala que tanto en la publicación del libro consagratorio del “hombre del porvenir” como celebridad mundial, La vía abierta hacia la paz universal y la prosperidad, como en el desarrollo de su plan de gobierno como Emperador romano, puede verse cómo el anticristo hace suyas las insinuaciones del demonio en las tres tentaciones del desierto, y promete a los hombres paz, pan y felicidad. Pero, siguiendo a Sáenz, el anticristo es un impostor, un falsificador de la religión cristiana: 
“Todo [lo hace] en el sometimiento a Satanás, ante quien se ha arrodillado, y cuya persona inviste. Externamente aparecerá como actuando para nuestro bien, para nuestra felicidad. Lo hará camuflándose de cristianismo, propugnando ‘valores’ que podrían ser entendidos como evangélicos, recurriendo a un lenguaje muy similar al de Jesús (...)”. 
De hecho, en la tercera conversación, Soloviev plantea, en la voz del Señor Z. que “[la] idea del anticristo, que según la Biblia, indica por sí misma el último acto de la tragedia histórica, no será la simple incredulidad, o la negación del cristianismo, o el materialismo, u otra cosa análoga. Será la impostura religiosa. Entonces, el nombre de Cristo será explotado por todos los poderes humanos que, de hecho y en principio, son extraños y directamente hostiles a Cristo y a su Espíritu”. Sáenz ve en esta impostura la última herejía: “será un falso cristianismo que se levanta[rá] contra el auténtico”.

#### Guerra y paz
Un tema que atraviesa las tres conversaciones es el sentido de la guerra y de la paz. En su primera proclama, el anticristo anuncia: “¡Mi paz os doy!”, remedando las palabras de Cristo: “La paz os dejo, mi paz os doy”; frase evangélica que continúa con “no como el mundo la da os la doy yo” (Jn 14, 27). Alfredo Sáenz ve en esta referencia un desenmascaramiento del espíritu tolstoiano del pacifismo a ultranza. Para Tolstoi, la sustancia del Evangelio consiste en el principio de la no resistencia al mal por la fuerza o la violencia, como también afirma el Príncipe, siguiendo su doctrina. Pero Soloviev, en la voz del Señor Z., plantea que la guerra no es un mal absoluto, así como la paz no es un bien absoluto, ya que puede haber tanto una guerra justa como una paz perversa, esto es, la paz mundana, que puede mezclar el bien y el mal, sobre la cual se habla en la tercera conversación.

#### El falso profeta
El anticristo cuenta con la asistencia del falso profeta, en el Breve relato, el mago Apolonio, un obispo católico con conocimientos esotéricos que llega a ser promovido a cardenal, y finalmente es elegido papa, de modo espurio. Su figura se corresponde con la Segunda Bestia mencionada en el Apocalipsis: de él se afirma que “hizo grandes señales, hasta hacer bajar fuego del cielo a la tierra (Ap 13, 13); y en el Breve relato realiza también otros prodigios, como materializar vales multicolores para indulgencias plenarias sin condiciones, para los pecados pasados, presentes y futuros. Alfredo Sáenz destaca “el acierto de Soloviev en elegir para Segunda Bestia a un obispo católico. Concuerda en esto con otros autores que ven en ella la personificación del sector adúltero de la Iglesia, el que se acomoda con el espíritu del mundo, poniendo su eficacia al servicio del anticristo o Primera Bestia”.

#### Ecumenismo
Sáenz ve representado al ecumenismo en el Breve relato sobre el anticristo: el falso ecumenismo estaría representado por la unión de los católicos, ortodoxos y evangélicos que habían mostrado lealtad al anticristo en el Concilio. Luego de que Apolonio es elegido papa en un cónclave digitado por el anticristo y que no cumplía las debidas disposiciones y rúbricas, este último logra que los ortodoxos y evangélicos accedan a pactar la unión con los católicos. “He aquí el falso ecumenismo, no en Cristo sino en el Anticristo”, afirma Sáenz. Al aprobar esta unión de los cristianos, Apolonio declara ser “un verdadero ortodoxo y un verdadero protestante, tanto como un verdadero católico”.
Por otro lado, Sáenz señala que el verdadero ecumenismo se realiza cuando los cristianos fieles ‒católicos, ortodoxos y protestantes‒ se unen, pero en Cristo, bajo el primado de Pedro. Como sucede en el texto del Apocalipsis, los dos testigos asesinados (en el Breve relato, el papa Pedro II y el stárets Juan) son resucitados transcurridos tres días y medio (Ap 11, 11). En el relato, el stárets Juan declara que “ha llegado el momento de que cumplamos aquella última plegaria de Cristo, cuando pidió que sus discípulos fuesen uno, así como Él es uno con el Padre”. A continuación, reconoce a Pedro como papa, y enseguida también lo hace Pauli. Sáenz concluye que “[frente] a aquel ecumenismo equívoco y apóstata, bajo el Príncipe de este mundo y su delegado en la tierra, he aquí el verdadero y fiel ecumenismo, la unión de todos los cristianos en Cristo y bajo Pedro. ‘Así fue como se logró la unión de las Iglesias, en la oscuridad de la noche, en un lugar alto y solitario, dice el Relato’”.

### Giacomo Biffi

#### Predicación ante Benedicto XVI y la Curia Romana
Por su parte, el Cardenal Giacomo Biffi, estudioso y divulgador de la obra de Soloviev, predicó en 2007 el retiro de cuaresma en el que participaron el entonces papa Benedicto XVI y la Curia Romana. La Agencia Zenit publicó en aquel momento un reporte a partir de una síntesis de la predicación difundida por Radio Vaticano. Dicha predicación se basó en Tres conversaciones y el Breve relato sobre el anticristo, concretamente en la advertencia profética de Vladimir Soloviev sobre el anticristo, con especial énfasis en los peligros y tentaciones que se ciernen sobre los cristianos.

#### El anticristo y su propuesta a los cristianos
Giacomo Biffi señala que en el Breve relato de Soloviev, el anticristo “se presenta como pacifista, ecologista y ecumenista. (…). Convocará un Concilio ecuménico y buscará el consenso de todas las confesiones cristianas, concediendo algo a cada uno. Las masas lo seguirán, a excepción de pequeños grupos de católicos, ortodoxos y protestantes”. Biffi destaca que el cristianismo no puede reducirse a una ideología ni a una ética filantrópica, ya que consiste en un encuentro con Cristo Salvador, y plantea que la enseñanza que ha dejado el filósofo ruso “es que el cristianismo no puede ser reducido a un conjunto de valores. En el centro de ser cristianos está, de hecho, el encuentro personal con Jesucristo. (…) Llegarán días en los que en la cristiandad se tratará de resolver el hecho salvífico en una mera serie de valores”.

#### ElBreve relatocomo advertencia para los cristianos
Si bien en el texto de Soloviev un grupo de católicos, ortodoxos y protestantes resistirá, y responderá al anticristo que lo único que ellos quieren es al propio Cristo, este grupo no es mayoritario. Biffi interpreta este pasaje como una advertencia, ya que implica que el riesgo de vivir un cristianismo que deje a un lado la cruz y la resurrección no es menor. Al, respecto, Biffi señala un “peligro que los cristianos corren en nuestros días: el Hijo de Dios no puede ser reducido a una serie de buenos proyectos homologables con la mentalidad mundana dominante”. La predicación del entonces Cardenal Biffi basada en el texto de Soloviev concluye con la afirmación de que “si el cristiano, para abrirse al mundo y dialogar con todos, diluye el hecho salvífico, se cierra a la relación personal con Jesús y se pone de parte del Anticristo”.

## Sinopsis del argumento
Cinco rusos que se encuentran ocasionalmente en la región costera del Mar Mediterráneo francés, conversan en una villa sobre diversos temas en tres reuniones diarias consecutivas. Ellos son el General, el Político, el Príncipe, la Dama y el Señor Z.

### Primera conversación
El tema principal es la guerra. El General comenta diversos aspectos sobre asuntos militares desde un punto de vista favorable a los hombres de armas, polemizando principalmente con el Político. El Señor Z. argumenta en favor de que la guerra no es un mal absoluto, así como tampoco la paz es un bien absoluto. El Príncipe, por su parte, defiende el principio tolstoiano y pacifista de la no resistencia al mal por la fuerza, en ningún caso.

### Segunda conversación
El Político, quien considera agotada la guerra para lograr objetivos que podrían alcanzarse de otras maneras, se muestra férreo defensor de Europa y de su potencial acción civilizadora, que para él, también debería emprender Rusia. Asimismo, dice ser partidario de la concordia entre las naciones europeas, y de hecho sostiene que los rusos son europeos, contrariamente a lo que afirman los eslavófilos.
Luego, los contertulios opinan sobre diversos aspectos de la cultura y el progreso. El Político afirma de que la política de paz es un síntoma de progreso; y el Señor Z. replica que, a su vez, el progreso es un síntoma.

### Tercera conversación
El Señor Z. retoma la conversación anterior y afirma que el progreso notable y acelerado es un síntoma del fin de los tiempos. Añade que el proceso histórico verifica tal progreso y curso acelerado, y que por lo tanto, se acerca a su desenlace. El Príncipe le contesta que seguramente entonces va a referirse al anticristo.
El Político emprende una defensa del progreso, y el Señor Z. replica que sus eventuales beneficios de se ven neutralizados por los males que también conlleva; y añade que, además, frente a la inexorabilidad de la muerte, el progreso no ha aportado ningún avance. El Señor Z. afirma que el anticristianismo del fin de los tiempos será una impostura, una falsificación. Añade que el mal existe, opera en todos los niveles de la existencia y es preciso combatirlo; está en lucha contra el bien, y la confirmación extrema de su realidad objetiva es la muerte, solo vencida por la resurrección de Cristo.
Ante el interés general manifestado por la figura del anticristo, el Señor Z. comenta que tiene un escrito que le ha legado un monje difunto, el Breve relato sobre el anticristo. Va a buscar el manuscrito entre sus cosas, y lo lee en voz alta.

#### Breve relato sobre el anticristo
En el siglo XXI, el mundo cuenta con un escaso número de cristianos, pero estos son verdaderamente creyentes. Los dirigentes de la unión de los Estados europeos impulsan como presidente, y luego como Emperador romano al “hombre del porvenir”: un notable pensador, asceta, filántropo y reformador social, que además es vegetariano y protector de los animales. Él es un espiritualista convencido, pero cree que Cristo ha sido solo su predecesor; cree que es el salvador definitivo, el que ha de venir al fin de la historia. Inspirado por el espíritu demoníaco, realiza su misión. Como Emperador, concede al mundo la paz perpetua y la saciedad universal, y con la ayuda del mago Apolonio, todo tipo de entretenimientos ilusionistas.
El Emperador promete a los católicos, ortodoxos y protestantes lo que ellos más deseen, a cambio de ser reconocido como líder y autoridad suprema. Aunque logra engañar a gran número de ellos, es descubierto como anticristo. Luego de diversas peripecias, el anticristo es aniquilado junto con su comitiva, y los cristianos fieles liderados por Pedro, Juan y Pablo, y los judíos que esperaban al Mesías, contemplan la segunda venida de Cristo.

## Ediciones en castellano
- Vladímir Soloviev (1999). Los Tres Diálogos y el Relato del Anticristo, Barcelona, Scire. ISBN 84-931097-1-1.

- Vladímir Soloviev (2016). Los tres diálogos y el relato del Anticristo, Madrid, El buey mudo. ISBN 978-84938574-9-3.

- Vladímir Soloviev (2022). Tres conversaciones sobre la guerra, el progreso y el fin de la historia universal, incluyendo el Breve relato sobre el anticristo. Buenos Aires, IDL. ISBN 978-987-8910-32-1. Traducción directa del ruso.

- Vladímir Soloviev (2022). Breve relato sobre el anticristo. Independently published (Amazon). ISBN 979-8432021281. Traducción directa del ruso.

- Vladímir Soloviev (2024). Tres conversaciones sobre la guerra, el progreso y el fin de la historia universal, incluyendo el Breve relato sobre el anticristo. Con estudio de Eugène Tavernier sobre el autor y su obra. Independently published (Amazon). ISBN 979-8328846066. Traducción directa del ruso.